# Sérum de veau fœtal

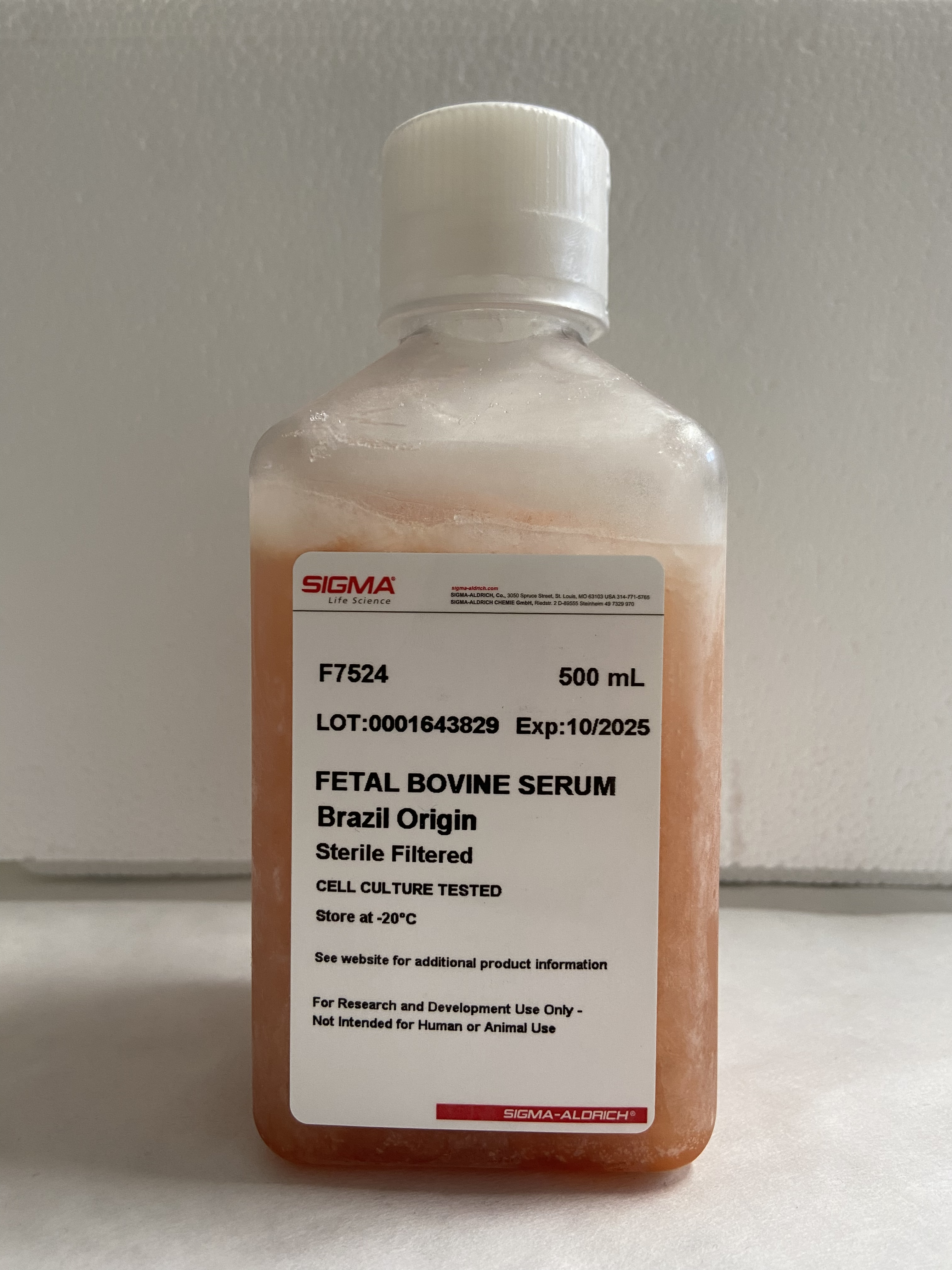
Flacon de sérum de veau fœtal

Le sérum de veau fœtal ou SVF est un sérum issu des fœtus de vache. Les protéines globulaires, nommées albumine de sérum bovin (ASB et BSA en anglais) sont le composant majeur du sérum de veau fœtal. L'importante variété de protéines dans le SVF maintient les cellules en culture dans un milieu dans lequel elles peuvent survivre, grandir et se multiplier. Cependant, la présence de tant de protéines différentes dans le milieu de culture, est un frein quant à la purification des protéines d'intérêt sécrétées par les cellules en culture. En effet, durant le procédé de purification, les protéines contaminantes devront être éliminées. 
Le SVF est commercialisé par de nombreux fabricants, et connaissant la grande sensibilité des cellules en culture, il est plus sage de prendre du temps pour adapter les cellules en culture lors d'un changement de fournisseur de SVF, en mélangeant par exemple, 50 % du SVF précédemment utilisé avec 50 % du SVF du nouveau fournisseur et laisser les cellules un moment dans cet environnement.  
Le SVF doit être entreposé à -20 °C et ajouté extemporanément au milieu afin d'éviter toutes contamination du SVF. Lors de la décongélation, il est impératif, même si cela prend du temps, de réchauffer le SVF à température ambiante et non au bain-marie à 37 °C. Lors de la culture cellulaire, le flacon de SVF doit être ouvert et fermé dans l'enceinte d'un poste de sécurité microbiologique de type II comme une hotte à flux laminaire et manipulé par du personnel expérimenté aux manipulations stériles afin d'éviter toutes contaminations.

## Utilisations
Ce sérum est utilisé pour produire des médicaments et des vaccins. Il sert également pour les cultures de cellules en laboratoire et est utile pour les transplantations d'organes. Il est aussi utilisé pour produire la viande de synthèse, cela dit, des substituts commencent à émerger, et certaines entreprises parviennent à s'en passer.